# ویلستن (کارولینای جنوبی)
ویلستن(به انگلیسی: Williston) شهری در ایالت کارولینای جنوبی کشور ایالات متحده آمریکا است که جمعیت آن در سرشماری سال ۲۰۱۰ میلادی، ۳٬۱۳۹ نفر بوده‌است.